# José Miguel Cubero
Pour les articles homonymes, voir Cubero (homonymie).
José Miguel Cubero Loría, ou simplement José Cubero, né le 14 février 1987 à Sarchí au Costa Rica, est un footballeur international costaricien au poste de milieu de terrain.

## Biographie

### Carrière en club
Le 31 juillet 2014, il rejoint le club anglais de Blackpool. Avec cette équipe, il joue 12 matchs en deuxième division, et 7 matchs en troisième division.

### Carrière internationale
Avec les moins de 20 ans, il participe à la Coupe du monde de football des moins de 20 ans 2007 organisée au Canada. Lors du mondial junior, il joue trois matchs : contre le Nigeria, le Japon, et enfin l'Écosse.
José Cubero compte 49 sélections et 2 buts en équipe nationale entre 2010 et 2015. 
Il joue son premier match en équipe nationale le 11 août 2010, en amical contre le Paraguay.
Il inscrit son premier but avec le Costa Rica le 22 décembre 2011, en amical contre le Venezuela. Il marque son second but le 12 octobre 2012, contre le Salvador, dans le cadres des éliminatoires du mondial 2014.
José Cubero participe avec l'équipe du Costa Rica à deux Gold Cup, en 2011 et 2015. Il joue également la Copa América 2011 et la Coupe du monde 2014. 
Lors du mondial organisé au Brésil, il joue quatre matchs : contre l'Uruguay, l'Italie, la Grèce, et enfin les Pays-Bas. Le Costa Rica atteint les quarts de finale du tournoi, en se faisant éliminer lors de la séance des tirs au but.

## Palmarès
- Vainqueur de la Copa Centroamericana en 2014 avec l'équipe du Costa Rica
- Champion du Costa Rica en 2012 (Clausura), 2013 (Clausura) et 2016 (Clausura) avec le Club Sport Herediano